# Ixodes nuttalli
Ixodes nuttalli este o specie de căpușe din genul Ixodes, familia Ixodidae, descrisă de Fernando Lahille în anul 1913. Conform Catalogue of Life specia Ixodes nuttalli nu are subspecii cunoscute.